# القفزة الثالثة الشمالية
القفزة الثالثة الشمالية أو إيوتا الدب الأكبر Iota Ursae Majoris اسمه التقليدي Talitha Borealis مشتق من الاسم العربي، وهو نظام نجمي في كوكبة الدب الأكبر يبعد 47.7 سنة ضوئية عن الأرض.
يتألف هذا النظام النجمي من زوجين من نجم مزدوج النجم الأسطع يعرف بالقفزة الثالث الشمالي A وهو عملاق جزئي أبيض ينتمي إلى الفئة الطيفية A ويملك قدر ظاهري 3.12 أما رفيقه في الثنائية فإنه يدور حوله خلال 4028 يوم.
بينما تدور الثنائية الثانية حول بعضهما البعض خلال 39.7 يوم ويبعدان عن بعضهما حوالي 0.7 ثانية قوسية. بينما يدور الزوجين حول بعضهما البعض كل 818 سنة.